# 萊維采
萊維采是斯洛伐克的城鎮，位於該國西南部赫龍河左岸，距離首都布拉迪斯拉發110公里，由尼特拉州負責管轄，面積61平方公里，海拔高度163米，2006年人口35,980。

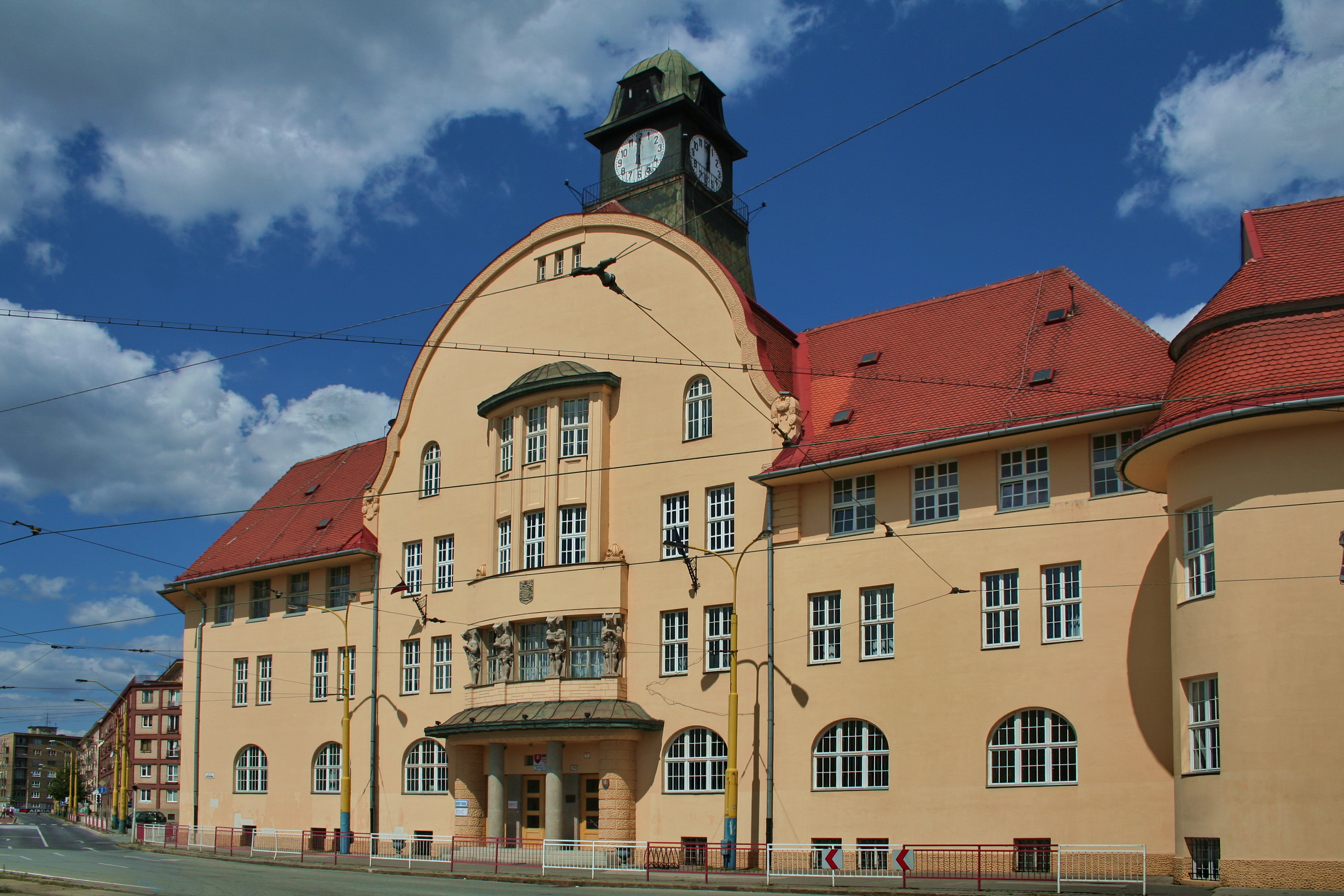

## 外部連結
- Official town web site （页面存档备份，存于）
- Map of Levice （页面存档备份，存于）
- Levické internetové noviny Levičan.sk （页面存档备份，存于）

1. ↑  . Statistical Office of the Slovak Republic.   [2019-04-16]. （原始内容存档于2015-06-13）.